# Tibellus propositus
Tibellus propositus es una especie de araña cangrejo del género Tibellus, familia Philodromidae. Fue descrita científicamente por Roewer en 1951.

## Distribución
Esta especie se encuentra en China (Yarkand).